# Club Atlético River Plate (Riobamba)
El Club Atlético River Plate de Riobamba (anteriormente conocido como Club Alfonso Villagómez)  es una institución integral multidisciplinaria deportiva de la ciudad de Riobamba e incursiona en diferentes deportes como fútbol (rama desaparecida), baloncesto, atletismo, natación, tenis, andinismo, automovilismo, ciclismo y ajedrez; fue un equipo de fútbol profesional, genuino representante de Riobamba, Provincia de Chimborazo, Ecuador, fundado el 16 de julio de 1950, por jóvenes riobambeños en el barrio Las Carmelitas y Santa Rosa, como un club social y deportivo, en honor a las fiestas de la Virgen del Carmelo, patrona del barrio, en sus inicios jugaron como club "Alfonso Villagómez", en el amateurismo, a partir de 1971 tomó auge y participó en segunda categoría, forma parte de Los grandes del fútbol riobambeño.
En los años 1972, 1976 y 1978 desaparece la AFNACH, hasta 1982 fecha en la cual por gestión del CÍRCULO DEPORTIVO RADIAL conformado por integrantes del Círculo de Periodistas Deportivos de Chimborazo y las Radiodifusoras de la ciudad de Riobamba, logran restituir en sus derechos jurídicos deportivos a la Asociación (AFNACH) siendo su directiva, Dr. Fernando Guerrero Presidente, Dr. Guillermo Haro Vicepresidente, Dr. Roberto Tapia Gerente, Sr. José Ignacio Aldaz Nieto Secretario, siendo esta directiva quien de inmediato convoca a sus clubes para participar en el Campeonato de Segunda Categoría Profesional, de la Federación Ecuatoriana de Fútbol, reiniciando la actividad deportiva profesional en Riobamba, en Segunda Categoría, los clubes son 9 de Octubre, Guano S.C., Club Atlético River Plate de Riobamba, Palestino y el Centro Deportivo Olmedo, permanece en Segunda Categoría.
Siendo campeón provincial en 1983, 1986; vicecampeón provincial en 1985 participó hasta 1995, en 1986 fue campeón provincial, y desde 1987, jugó Primera División hasta 1988, constituyéndose en el equipo que inició la modernización del profesionalismo del fútbol de Chimborazo, generando pasiones e hinchas en la ciudad y provincia, convirtiéndose en el "Ídolo de Chimborazo" denominativo ganado gracias a las grandes batallas libradas con honor ante apergaminados rivales de primera división como Barcelona SC, Emelec, El Nacional, U. Católica, Filanbanco, LDU de Quito, LDU de Portoviejo, Aucas, Dep. Quito, Dep. Quevedo, América de Quito, Deportivo Cotopaxi, Audaz Octubrino, Filanbanco, Dep. Cuenca, Esmeraldas Petrolero, Juventus, Delfín tuvo una particular rivalidad con los equipos ambateños Mácara y Técnico Universitario, luego de 46 años el club cae en una crisis severa se mantiene inanimado e inactivo, en espera de una nueva dirigencia genere el proyecto de retorno al fútbol profesional. El equipo recibió el apoyo decidido del Dr. Víctor Lobato, rector del colegio "Edmundo Chiriboga", Cap. Alfredo Chiriboga, Vicente Paredes, profesores de la institución donde hacía base y utilizaba su infraestructura deportiva, cancha y piscina; además sus formativas se nutrían de la selección del mismo colegio, con el total apoyo del profesor Vicente "chicle" Paredes, e hinchada el alumnado del colegio.
El equipo mantiene una rivalidad histórica con el Olmedo, equipo de la misma ciudad de Riobamba, con el cual juega el derbi local, denominado "Superclásico riobambeño". Su mascota es un can llamado "riverito", acompañado de sus amigos dos lobos andinos, sus barras con sus características trompetas y tambores comandadas por la familia Robalino de Santa Rosa, Zona Blanquiroja con su grupo de porristas, Diablitos Blanquirojos de Santa Rosa.

## Uniforme
- Uniforme titular: Camiseta blanca con una franja diagonal roja desde el hombro izquierdo hasta el costado inferior derecho, pantalón negro y medias blancas.
- Uniforme Alternativo: Camiseta roja con una franja diagonal blanca desde el hombro izquierdo hasta el costado inferior derecho, pantalón blanco y medias rojas.

El diseño del uniforme es similar al de River Plate (Argentina).

## Cronología del Club Atlético River Plate de Riobamba
1950, 1983 y 1985: Se marcan como las fechas de fundación, renacimiento y refundación del club.
1970: Juega la época amateur del fútbol de Chimborazo, inicialmente como club Alfonso Villagómez, ingresa al profesionalismo y juega la Segunda Categoría, hablamos de la época romántica del fútbol.
1982: El Círculo de Periodistas Deportivos de Chimborazo y las emisoras deportivas de la ciudad se fusionan como CÍRCULO DEPORTIVO RADIAL logran reestructurar la AFNACH.
1982: Se afilia a la Federación Deportiva de Chimborazo.
1983: Campeón Provincial de Segunda Categoría.
1985: Vicecampeón Provincial de Segunda Categoría.
1986: Gana la final de Segunda categoría provincial, el "Superclásico riobambeño" ante su archirrival Olmedo por el ascenso a Primera división, ese año ascendían 1 representante de Chimborazo y 1 de Cotopaxi.
1986: Asciende a la Serie A, participa en el fútbol profesional en la Segunda Categoría, hablamos de los inicios de la modernización del fútbol profesional ecuatoriano. Campeón Provincial, asciende a Primera A, junto a Deportivo Cotopaxi de Latacunga.
1987: Debuta en la Serie A, participa con honor en la serie A del fútbol ecuatoriano, librando grandes batallas con lo grandes de Ecuador, ganándose el apelativo del "Ídolo Chimboracense del fútbol profesional", manteniéndose ese año en Primera A.
1988: Continúa en ese año en la Serie A, El ídolo de Chimborazo.
1989: Por cambio de modalidad de campeonato; se crea ese año la serie B; a donde se envía a los últimos 8 equipos de la tabla del campeonato de 1988, y el River sin descender, sino por cambio de modalidad participa en la Serie B, logrando ser Subcampeón de la Serie B, en la Segunda Etapa.
1989: Vence a Emelec, en Guayaquil con estadio lleno partido previo a la final de Copa Libertadores entre Barcelona y Olimpia de Paraguay.
1990: Participa nuevamente en ese año en Serie B. Por problemas económicos, administrativos, pugnas dirigenciales y falta de apoyo de las autoridades locales, empresarios de la época desciende a Segunda Categoría para no volver a jugar nunca más, donde se mantiene activo hasta 1996, al mando en la presidencia del Dr. Vinicio Gordillo.
1993: La totalidad de su plantel y de su proceso de 7 años,  es cedido gratuitamente al Arq. Eduardo Granizo Luna, flamante presidente de Olmedo; Su archirrival CD Olmedo, asciende a la serie B ese mismo año.
1995: Vicecampeón Provincial de Segunda Categoría.
1997: El club queda acéfalo en segunda categoría, nadie se hace cargo de la dirigencia y no participa en el campeonato de AFNACH, ante la inconformidad de la hinchada y ciudadanía.

## Crisis Severa del Club
El Club Atlético River Plate de Riobamba cayó en una enorme y gran crisis a pesar de la gran hinchada e identidad que generó en la ciudad,  en todos los aspectos de la vida del Club; debido a la falta del apoyo económico de las autoridades locales de la época, también la falta de dirigentes y gente que quiera invertir en el club, el apoyo empresarial público privado de la ciudad, sufriendo un solo descenso de categoría en 1988, llegando inclusive a la Segunda Categoría, en 1990 y desde 1991 hasta 1996, de donde no ha podido retornar a Primera, existiendo varios intentos hasta 1996 y continúa en la espera de una nueva dirigencia para volver a la serie de privilegio del fútbol ecuatoriano, sin embargo se mantiene la idolatría como un ícono del fútbol profesional de la ciudad de Riobamba, fue el equipo que inició la modernización del fútbol profesional de Chimborazo, el ídolo chimboracense, equipo de la ciudad, la garra puruha, generó una fuerte y masiva hinchada, permanece en el corazón del pueblo riobambeño y de la provincia, tuvo rivalidades especiales y jugó el "Superclásico Riobambeño" con Olmedo y Star Club, en segunda categoría y profesionalismo, con Técnico Universitario, Macará de Ambato, y con el Deportivo Cotopaxi.

## Auspiciantes
La camiseta llevó la marca de Jimmy Sport, Sacha Confecciones, Celasa, Cemento Chimborazo, Covipal, Tubasec.

## Jugadores extranjeros
Año 1986: Fernando Márquez "Fernandinho", José Carlos Da Silva "Ze Carlos".
Año 1987: Hugo Navarro, Luis Peralta, Pastor Reascos, Washington Villar.
Año 1988: Raimundo Matheus de Abreu "Bacabal", Pastor Reascos, Omar Scheffer Dos Santos "Marinho", Washington Villar.
Año 1989: Pastor Reascos, Osmar Scheffer Dos Santos, Fabián Petracaro.

## Jugadores nacionales
Carlos Proaño, Bonilla, Castro, Cholo Cepa, Velásquez, Víctor Romero, Milton Romero, Ángel Tobar, Paishco Rivera, Marco Romero y "chanchito" Sánchez.
Luis Ernesto Valdiviezo, Darío de Negri, Ángel Fernández, Segundo Cirilo Montaño, Oswaldo "Chiquito" Páez, “Panadero” DÍAZ, Humboldt MOREANO, PAREDES, HIDALGO, PATRICIO PÁEZ, Pedro OLAYA, CARLOS AGUIAR SEVILLA.

## Jugadores formados en el club
Ángel "cuchillo" Fernández, Paúl Santillán, Rubén Cano.

## Rivalidades
El Club Atlético River Plate de Riobamba, tiene una larga historia de rivalidades con otros clubes de la ciudad como su rival original y tradicional el Olmedo, con el cual protagonizó el "clásico riobambeño", También tuvo nueva rivalidad con el Técnico Universitario, y el Macará, y el Deportivo Cotopaxi de la ciudad de Latacunga.Los episodios de violencia entre los aficionados de ambos equipos son raros, pero se sabe que hay mucha rivalidad entre cánticos y gradas.

### Los grandes del fútbol riobambeño
- Club Atlético River Plate (Riobamba)  Participación : Amateurismo, Segunda Categoría, Serie B, Serie A
- Olmedo (Riobamba) Participación : Amateurismo, Segunda Categoría, Serie B, Serie A, Copa Libertadores, Copa Sudamericana

### Clásicos
Se denomina “clásico” a los enfrentamientos entre los equipos denominados grandes. Todos los partidos disputados entre estos equipos son clásicos. Sin embargo, con el paso del tiempo algunos de estos han tomado mayor relevancia debido a factores como el origen de ambos equipos, su ubicación geográfica, rivalidad entre hinchadas o porque muchas veces estos partidos definían campeonatos, entre otras cosas.
Club Atlético River Plate Riobamba  vs Centro Deportivo Olmedo, el Superclásico Riobambeño, del fútbol ecuatoriano"
Club Atlético River Plate Riobamba  vs Star Club, el Clásico de la Sultana.
Club Atlético River Plate Riobamba  vs Palestino FC de Riobamba.
El Clásico de los Andes es un partido de fútbol en el que se enfrentan dos de los equipos más populares del fútbol andino es un derbi de dos ciudades de la misma región, el Club Social y Deportivo Macará y el Club Atlético River Plate Riobamba.
| Partido N.º | Año        | División | Equipo        | Equipo        | Estadio              |
| ----------- | ---------- | -------- | ------------- | ------------- | -------------------- |
| 1           | 27/06/1987 | Serie A  | River Plate 0 | Macara 0      | Olímpico de Riobamba |
| 2           | 19/09/1987 | Serie A  | Macara 5      | River Plate 3 | Bellavista           |
| 3           | 12/06/1988 | Serie A  | River Plate 0 | Macara 2      | Olímpico de Riobamba |
| 4           | 1/10/1988  | Serie A  | Macara 3      | River Plate 0 | Bellavista           |

El Clásico de las Camisetas Rayadas es un partido de fútbol en el que se enfrentan dos de los equipos más populares del fútbol andino es un derbi de dos ciudades de la misma región, el Técnico Universitario y el Club Atlético River Plate Riobamba.
| Partido N.º | Año        | División | Equipo                | Equipo                  | Estadio              |
| ----------- | ---------- | -------- | --------------------- | ----------------------- | -------------------- |
| 1           | 27/06/1987 | Serie A  | River Plate 0         | Técnico Universitario 0 | Olímpico de Riobamba |
| 2           | 19/09/1987 | Serie A  | Técnico Universitario | River Plate             | Bellavista           |
| 3           | 12/06/1988 | Serie A  | River Plate           | Técnico Universitario   | Olímpico de Riobamba |
| 4           | 1/10/1988  | Serie A  | Técnico Universitario | River Plate             | Bellavista           |

### Superclásico Riobambeño
El Superclásico riobambeño o "Superclásico", es el derbi de la ciudad de Riobamba,  es el partido en el que se enfrentan los dos equipos de fútbol más populares de la ciudad y provincia, que han participado en Serie A del campeonato ecuatoriano de fútbol, River Plate de Riobamba y Olmedo. Este espectáculo deportivo concentra la atención de las grandes masas no solo en Chimborazo, sino en muchas partes del país. Es reconocido por muchos debido a la pasión expresada por parte de los aficionados tanto durante el partido como en la previa, siendo el máximo encuentro el que se disputó en 1986, por la final de segunda categoría en la ciudad de Guano. Esta rivalidad comenzó a mediados del siglo XX, en el amauterismo 1950, River de Riobamba jugaba en inicios como club "Alfonso Villagómez", debido a la prohibición de la FDCH de inscribir clubes con nombres extranjeros, River de Riobamba tuvo que cambiar de nombre. Ha sobrevivido en la memoria a numerosos capítulos que quedaron en la historia del deporte chimboracense y riobambeño, tanto positivos como negativos.
| Partido N.º | Año  | Equipo   | Equipo              | Estadio  |
| ----------- | ---- | -------- | ------------------- | -------- |
| 1           | 1950 | Olmedo 1 | River de Riobamba 2 | Riobamba |
| 2           | 1950 | Olmedo 2 | River de Riobamba 4 | Riobamba |
| 3           | 1971 | Olmedo   | River de Riobamba   | Riobamba |
| 4           | 1971 | Olmedo   | River de Riobamba   | Riobamba |
| 5           | 1972 | Olmedo   | River de Riobamba   | Riobamba |
| 6           | 1972 | Olmedo   | River de Riobamba   | Riobamba |
| 7           | 1976 | Olmedo   | River de Riobamba   | Riobamba |
| 8           | 1976 | Olmedo   | River de Riobamba   | Riobamba |
| 9           | 1982 | Olmedo   | River de Riobamba   | Riobamba |
| 10          | 1982 | Olmedo   | River de Riobamba   | Riobamba |
| 11          | 1983 | Olmedo   | River de Riobamba   | Riobamba |
| 12          | 1983 | Olmedo   | River de Riobamba   | Riobamba |
| 13          | 1984 | Olmedo   | River de Riobamba   | Riobamba |
| 14          | 1984 | Olmedo   | River de Riobamba   | Riobamba |
| 15          | 1985 | Olmedo   | River de Riobamba   | Riobamba |
| 16          | 1985 | Olmedo   | River de Riobamba   | Riobamba |
| 17          | 1986 | Olmedo   | River de Riobamba   | Guano    |
| 18          | 1986 | Olmedo   | River de Riobamba   | Guano    |

## Estadio
El Estadio Olímpico de Riobamba (oficialmente conocido como Primer Estadio Olímpico), es un estadio de fútbol de Ecuador. Está ubicado entre las avenidas Carlos Zambrano y Unidad Nacional, al norte de la ciudad de Riobamba. Su capacidad oficial es para 20.000 espectadores. Fue el primer estadio profesional de fútbol construido en Ecuador.
Fue inaugurado el 14 de marzo de 1926 (anteriormente conocido como Primer Estadio Olímpico Municipal) 47 años después el Estadio Olímpico Municipal cambió de su nombre al actual Estadio Olímpico "Ciudad de Riobamba" que fue remodelada, reconstruida y reinaugurada el 10 de noviembre de 1973. Hasta el 10 de noviembre de 1973, el Estadio Olímpico Municipal fue de propiedad del Ilustre Municipio de Riobamba, fecha en la cual fue donado a la Federación Deportiva de Chimborazo a través de escritura pública suscrita por el Dr. Fernando Guerrero Guerrero, exalcalde de la ciudad y expresidente de la Matriz Deportiva Provincial Amateur, y por otra Celso Augusto Rodríguez, en calidad de Exvicepresidente de la Institución favorecida. 22 años después la nueva ampliación del Estadio Olímpico "Ciudad de Riobamba" fue remodelada, restaurada, reconstruida y ampliada el 4 de agosto de 1995.
El estadio también desempeña un importante papel en el fútbol local,  ya que los clubes riobambeños como el Olmedo, Atlético Riobamba, Club Atlético River Plate de Riobamba, Deportivo Chimborazo, Atlético de Riobamba, Star Club, Atlético San Pedro, Riobamba Fútbol Club, Riobamba Sporting Club, Deportivo Marañón, Deportivo Olímpico y Fundación Corozao Fútbol Club hacían y/o hacen de locales en este escenario deportivo.

## Estadio Alterno
River de Riobamba, utiliza como estadio alterno al "Timoteo Machado" de la ciudad de Guano - Provincia de Chimborazo, a 15 minutos de Riobamba.
Otros estadios:
- Estadio de la AFNACH
- Estadio del Colegio Edmundo Chiriboga
- Estadio de la UNACH
- Estadio de la Brigada Militar Galápagos
- Estadio de la ESPOCH

## Centro de Entrenamientos
El Club Atlético River Plate de Riobamba, utiliza la cancha del colegio "Edmundo Chiriboga", piscina e infraestructura física, gracias al apoyo decidido del Dr. Víctor Lobato, Cap. Alfredo Chiriboga, Vicente Paredes, profesores y alumnos, mismos que son hinchas del club,  también entrena en el estadio de la AFNACH, en la parroquia Yaruquíes, utiliza como cancha alterna el estadio de la ESPOCH, y de la Brigada Galápagos.

## Socios
Presidente: Dr. Vinicio Gordillo;
Presidente de Honor: Alcalde de Riobamba;
Presidencia de la comisión de fútbol: Gobernación de Chimborazo, Intendencia de Policía;
Presidencia de la comisión de Básquet:
Presidencia de la comisión otros deportes:
Presidencia de la comisión Divisiones Inferiores:
Socios Honoríficos:
Prefectura de Chimborazo,
Alcaldía de Riobamba,
Alcaldía de Guano,
Alcaldía de Chambo,
Alcaldía de Penipe,
Alcaldía de Colta,
Alcaldía de Guamote,
Cemento Chimborazo,
Prolac,
Tubasec,
Empresa Ecuatoriana de Cerámica,
Parque Industrial Riobamba,
Covipal,
Directiva Barrio Las Carmelitas
Directiva Barrio La Condamine
Directiva Barrio Santa Rosa
Directiva Mercado La Condamine
Directiva Mercado Santa Rosa
Familia Huacho
Familia Sánchez
Familia Cano
Familia Paredes

## Hinchada
En la década de los ochenta y noventa el Olmedo, jugaba en Segunda Categoría, en tanto que el River Plate de Riobamba en Primera, por lo cual era uno de los clubes con mayor hinchada en la capital de Chimborazo y también tiene muchos seguidores en toda la provincia. Cabe destacar que las ciudades de Riobamba, Ambato y Cuenca a diferencia como ocurre en otras ciudades ecuatorianas donde los clubes grandes (Liga de Quito, Barcelona, Emelec y El Nacional) son predominantes en cada ciudad del país; los simpatizantes del "Equipo de la Ciudad", "Ídolo de Chimborazo" "Garra Puruha" eran masivos en Riobamba, llegando a igualar a los hinchas de los clubes más populares del Ecuador. Sobre la base de miles de batallas que libro con honor con los grandes del fútbol ecuatoriano se convirtió en el Ídolo de Chimborazo, tras ganarle a Emelec en Guayaquil, por 1 a 0, partido previo que jugó a la final de Copa Libertadores entre Barcelona SC y Olimpia de Paraguay.
Su hinchada interactúa en el siguiente grupo:
https://www.facebook.com/groups/461834747298125/?fref=ts

## Datos del club
- Puesto histórico: 37.° (40.° según la RSSSF)[3]
- Temporadas en Serie A: 2 (1987-1988).[4]
- Temporadas en Serie B: 2 (1989-1990).[4]
- Temporadas en Segunda Categoría: 17 (1971-1978, 1983, 1985-1986, 1991-1996).
- Peor puesto en la liga: 17.° (1987 y 1988).
- Mayor goleada a favor en torneos nacionales:
  - 3 - 0 contra Audaz Octubrino (5 de julio de 1987).[5]
- Mayor goleada en contra en torneos nacionales:
  - 7 - 1 contra Liga de Portoviejo (29 de agosto de 1987).[5]
- Máximo goleador histórico:
- Máximo goleador en torneos nacionales:
- Primer partido en torneos nacionales:
  - Audaz Octubrino 2 - 0 River Plate de Riobamba (8 de marzo de 1987 en el Estadio 9 de Mayo).[5]

## Palmarés

### Torneos nacionales
| Competición              | Títulos | Subcampeonatos |
| ------------------------ | ------- | -------------- |
| Serie B de Ecuador (0/1) |         | 1989-II.       |

### Torneos provinciales
| Competición                           | Títulos     | Subcampeonatos |
| ------------------------------------- | ----------- | -------------- |
| Segunda Categoría de Chimborazo (2/2) | 1983, 1986. | 1985, 1995.    |